# Уманський Ігор Іванович
І́гор Іва́нович У́манський (нар. 9 січня 1975, м. Прип'ять, Київська область) — український економіст, політик, в.о. міністра фінансів України після відставки Віктора Пинзеника в другому уряді Юлії Тимошенко. Міністр фінансів України з 4 березня по 30 березня 2020 р. Кандидат економічних наук.

## Життєпис
З 1992 по 1997 — навчався в Київському економічному університеті.
Економіст, магістр ділового адміністрування. Кандидат економічних наук.

## Кар'єра
- Січень 1997 — листопад 1998 — провідний, головний спеціаліст відділу інфраструктури інвестиційної діяльності та міжнародної інвестиційної співпраці Національного агентства України з питань розвитку та євроінтеграції.[3]
- Листопад 1998 — січень 2000 — експерт служби віце-прем'єра України з питань економіки.[4]
- Лютий — червень 2000 — заступник керівника групи радників міністра економіки.
- Червень 2000 — вересень 2001 — керівник департаменту структурної політики Мінекономіки.
- Вересень 2001 — вересень 2003 — заступник держсекретаря Міністерства економіки та євроінтеграції.[5][6]
- Червень 2004 — червень 2005 — директор департаменту по роботі з проблемними банками генерального департаменту банківського нагляду Національного банку України.[4]
- Серпень 2005 — жовтень 2006 — заступник голови правління ВАТ «Укртранснафта».
- Травень — листопад 2007 — заступник голови Державної іпотечної установи.
- Листопад 2007 — січень 2008 — заступник голови Держагентства з інвестицій та інновацій.[7][8]
- 9 січня 2008 — 11 березня 2010 — перший заступник міністра фінансів.[9][10]
- 8 квітня 2009 — 11 березня 2010 — в.о. міністра фінансів України.[11]
- 8 жовтня 2014 — 30 грудня 2015 — перший заступник міністра фінансів України.[12]
- З 2016 по 2019 рік був радником Президента України.[13]
- З 12 березня 2020 був членом Національної інвестиційної ради.[14]
- З 13 березня по 7 квітня 2020 року був членом РНБО.[15]
- З 5 по 30 березня 2020 був Міністром фінансів України в уряді Дениса Шмигаля.[16] Одним із завдань, які перед ним ставив Президент, було наведення порядку на митниці і в податковій.[17]
- З квітня по листопад 2020 року був радником керівника ОПУ Андрія Єрмака.[18][19]

## Міністр фінансів України (2009—2010)
На посаді міністра фінансів Уманський запропонував ряд рішень, щоб не допустити дефолту України і утримати баланс економіки. Одним з інструментів, запропонованих Уманським, стала націоналізація системних банків, банкрутство яких могло стати серйозним економічним і емоційним тригером паніки на ринку.

## Заступник міністра фінансів України (2014)
Будучи першим заступником міністра фінансів Наталії Яресько, Уманський відповідав за сферу публічних фінансів. Він провів ряд змін в податковому та бюджетному законодавстві, в тому числі підготував нормативно-правову базу для бюджетної децентралізації.
Після початку тимчасової окупації Криму і початку війні на Донбасі, Уманський запропонував для стабілізації фінансової сфери використовувати ті ж жорсткі інструменти, що й 2009 року. 2014 року Уманський пропонував націоналізувати Приватбанк, який був приватизований 2016 року.

## Міністр фінансів (2020)
5 березня 2020 року Уманський став Міністром фінансів. В умовах пандемії коронавірусу і рішення влади ввести жорсткий карантин Уманський ініціював створення стабілізаційного «ковідного» фонду як інструменту швидкого реагування для забезпечення медичної сфери всім необхідним для боротьби з пандемією.
30 березня 2020 року Уманського було звільнено з посади міністра фінансів, який дізнався про це з преси. На думку Уманського, причиною відставки стала його спроба звільнити голів податкової та митної служб.

## Антикорупційна діяльність
Після відставки з посту Міністра фінансів 30 березня, Уманський заявив про найбільшу схему мінімізації податків, так званого «скручування ПДВ», в результаті чого держава втрачає щомісяця близько 4.5-5 млрд грн. Матеріали про корупційні схеми Уманський передав в СБУ і Генпрокуратуру. У квітні 2020 по заявою Уманського в ВР була створена ТСК, яка підтвердила факти, на які вказував Уманський.
13 листопада 2020 р. Уманський заявив про масштабну корупційну схему у «Великому будівництві» (проєкт Зеленського) і про існування картельної змови. Ця новина викликала резонанс, оскільки, за словами Уманського, масштаби крадіжок на будівництві доріг становили близько 40 млрд грн. І ця сума дорівнювала тій, що була виділена на дороги з ковідного фонду.

## Сім'я
Одружений з Діаною Уманською, виховують трьох доньок.